# El abuelo está loco
El abuelo está loco, cuyo título original en inglés es The Gnome-Mobile, es una película estadounidense producida y rodada por los estudios Walt Disney Pictures y estrenada por primera vez en Estados Unidos en 1967.

## Reparto
- Walter Brennan – D.J. Mulrooney/Knobby
- Matthew Garber – Rodney
- Karen Dotrice – Elizabeth
- Richard Deacon – Ralph Yarby
- Tom Lowell – Jasper
- Sean McClory – Horatio Quaxton
- Ed Wynn – Rufus el rey de los gnomos
- Jerome Cowan – Dr. Ramsey
- Charles Lane – Dr. Scoggins
- Norman Grabowski – enfermero
- Gil Lamb – empleado de la gasolinera
- Maudie Prickett – Katie Barrett
- Cami Sebring – Violet

## Argumento
La historia comienza con D.J. Mulrooney (Walter Brennan), un director de una empresa comercial de madera. D.J. ha comprado una antigua reserva de bosque virgen, y allí se lleva a sus dos nietos Elisabeth (Karen Dotrice) y Rodney (Matthew Garber) en un Rolls-Royce Phantom II de 1930.
En el bosque, Elizabeth se encuentra con un gnomo llamado Jasper (Tom Lowell), que busca desesperadamente una esposa para él, pero no puede encontrar ninguna comunidad de gnomo restante en ese lugar. Jasper había perdido la esperanza de encontrar esposa, pero Elizabeth, conmovida por la historia, se compromete a ayudarle a encontrar una. Ella trae su abuelo y a su hermano no creyentes en la existencia de gnomos al mismo lugar donde se encontró con Jasper. Después de llamarlo varias veces, el abuelo y el hermano intentaron convencerla de que los gnomos no existían, Jasper, al ver cómo ella lloraba porque no la creían, hace una reaparición repentina.
Jasper les presenta a su abuelo Knobby (también interpretado por Walter Brennan). Knobby tiene 943 años, y es un hombre malhumorado y con pocas ganas de vivir, razón por la cual se está volviendo "transparente". Knobby desea encontrarle novia a Jasper antes de morirse. Knobby también siente gran odio hacia los humanos debido a que les culpa del daño que está sufriendo el bosque y a que ellos son los culpables de la no existencia de gnomos.
Jasper le pide que le acompañe para encontrar nuevos gnomos y finalmente Knobby accede. Juntos, gnomos y humanos, viajan en el Rolls-Royce Phantom II en busca de gnomos. Apodan cariñosamente al coche como el Gnomo-móvil.
Los problemas empiezan cuando Knobby descubre que D.J. es el responsable del problema del bosque. Los dos abuelos discuten hasta que D.J., finalmente, se compromete a devolverlos al bosque. Jasper y su abuelo son secuestrados por Horatio Quaxton (Sean McClory), propietario de un espectáculo para monstruos, mientras que D.J. es encerrado en un manicomio por Yarby, un empleado de su empresa, ya que pensó que estaba loco por hablar de gnomos.
Rodney y Elisabeth consiguieron rescatar a su abuelo con la ayuda del "Gnomo-móvil".
Los tres fueron a rescatar a Jasper y a Knobby de Quaxton. Primero rescatan a Jasper, y finalmente a Knobby, que accede a huir gracias a las peticiones de su nieto.
Yarby intenta atrapar a D.J. para encerrarlo, pero este consigue escapar.
D.J., Rodney, Elisabeth, Jasper y Knobby llegan al bosque donde, según este último, quedan gnomos. La sorpresa que reciben es la existencia de otra comuna de gnomos, pero está lleno de hombres viejos. Jasper se decepciona. Luego le dicen que hay muchas mujeres. Y eso lo alegra. Rufus (Ed Wynn), el rey de los gnomos le explica que para conseguir a una chica, primero deben conseguirlo a él. Para ello le presenta a varias chicas gnomos, todas con nombres de flores. El juego consiste en que ellas deberán atraparlo, la chica que lo atrape no debe soltarlo hasta que Rufus termine su cuenta hasta 7. Lo que lo hace complicado es que él estará embadurnado de jabón. En el momento de presentarle a las chicas, él queda prendado de una de ellas, Violeta (Cami Sebring). La carrera estará complicada, debido a que todas las chicas intentaban "cazarlo", y Violeta no se esforzaba mucho en conseguirlo. Pero finalmente, Violeta lo consigue agarrar y se terminan casando.
D.J., por su parte, dona como regalo de bodas varias hectáreas de su bosque, de forma que sea el refugio de los gnomos.
- Datos: Q1617162